# IJsberg

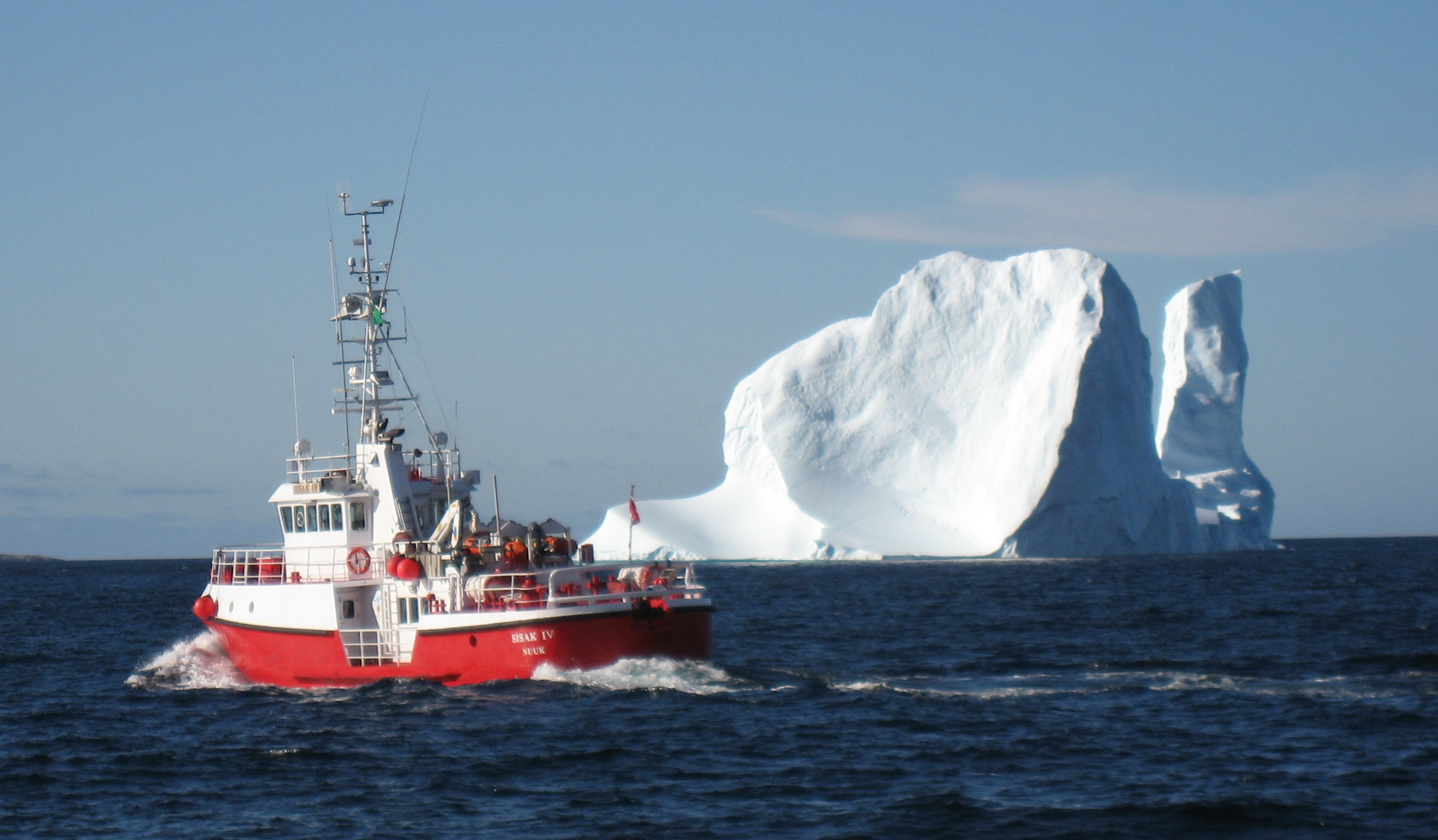
Een ijsberg met een boot op de voorgrond, in de buurt van Upernavik (Groenland).

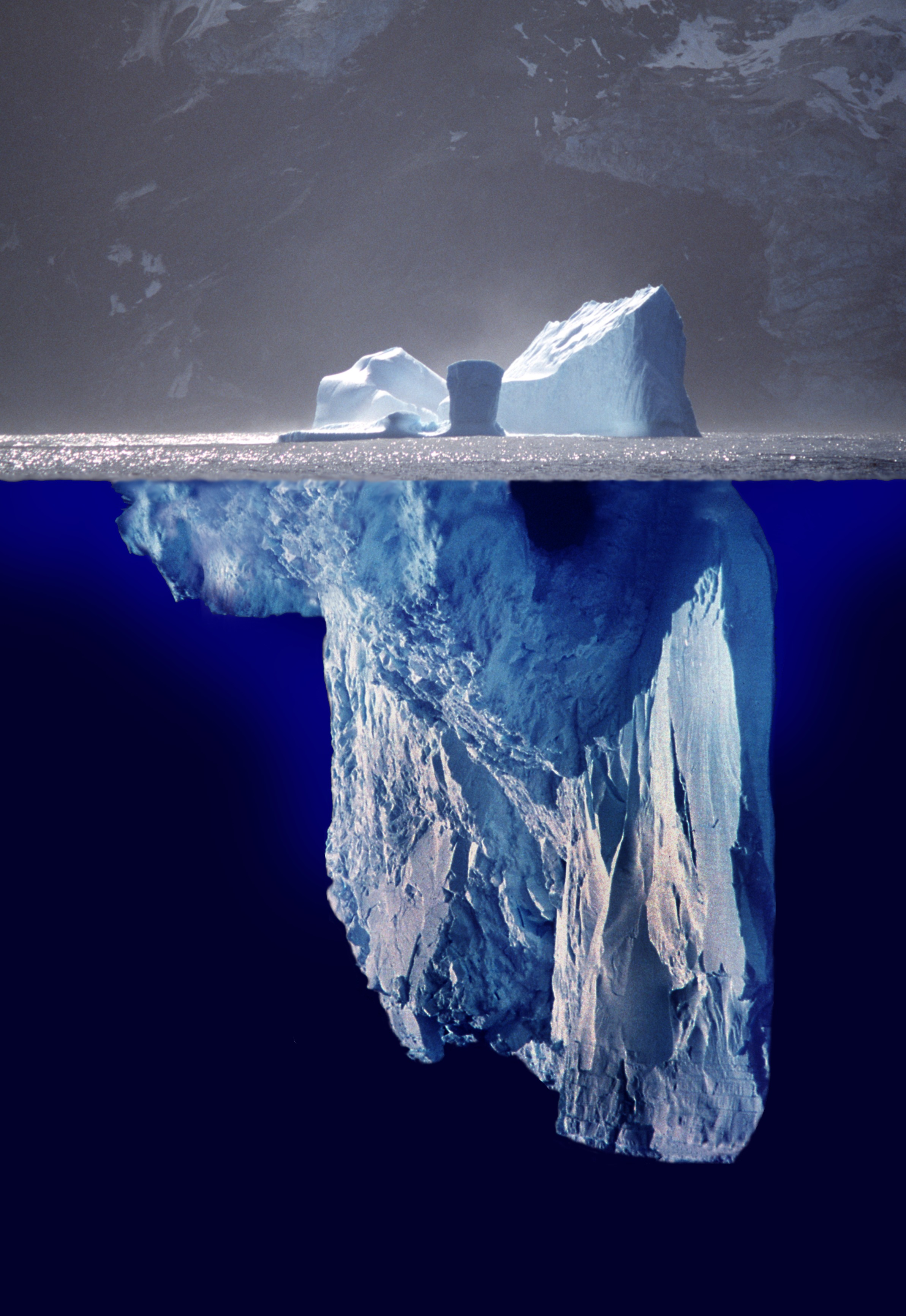
Totaalopname van een ijsberg (fotomontage)

Een ijsberg is een drijvende ijsmassa afkomstig van een gletsjer of een ijskap.
Binnen de poolcirkels is, door het poolklimaat, een groot aantal gletsjers te vinden die tot aan de zee reiken. Zo'n gletsjer schuift heel langzaam op naar beneden. Wanneer een gletsjer de zee bereikt, breken er grote brokken ijs af die vervolgens wegdrijven. Deze ijsbergen worden via de zeestroom naar warmere streken vervoerd en kunnen een afstand van meer dan 3000 kilometer (1600 zeemijlen) afleggen alvorens ze geheel gesmolten zijn.
IJsbergen kunnen een sissend geluid maken, doordat de lucht die onder druk in de ijsmassa zit opgesloten, tijdens het smelten vrijkomt. Deze opgesloten lucht (air pockets) is er ook de oorzaak van dat de dichtheid van een ijsberg niet noodzakelijkerwijs homogeen is; de plaatselijke dichtheid kan verschillen van de gemiddelde dichtheid van de gehele ijsberg.

## Samenstelling en formaat
Doordat de dichtheid van ijs 10% kleiner is dan die van zeewater (circa 917 kg/m³ respectievelijk circa 1024 kg/m³), blijft een ijsberg drijven, maar steekt slechts voor een klein deel boven het water uit. Deze verhouding is niet exact te bepalen omdat het percentage zuurstof in het ijs per ijsberg kan verschillen. Wel is zeker dat een ijsberg slechts voor een vijfde tot een zevende boven water ligt. Van een ijsberg zijn alleen de (smalle) uitstekende delen boven het water zichtbaar en niet de brede basis die onder water ligt. Vandaar de uitspraak het topje van de ijsberg. In tegenstelling tot het zeewater waarin zij drijven bevatten ijsbergen géén zout, omdat ze uiteindelijk afkomstig zijn van door zoetwater gevormde (uit bevroren zoetwater bestaande) objecten; een ijsberg bestaat niet uit bevroren (zout) zeewater.
IJsbergen zijn in het algemeen groot. De meeste hebben een hoogte tot 50 meter. Sommige steken meer dan 100 meter boven het water uit, vergelijkbaar met de hoogste kerktorens. In de Baffinbaai is ooit een ijsberg van 215 meter hoogte gesignaleerd.
Ook de horizontale afmetingen kunnen aanzienlijk zijn. In 2010 ontstond er bij Groenland een ijsberg met een oppervlakte van 260 km².

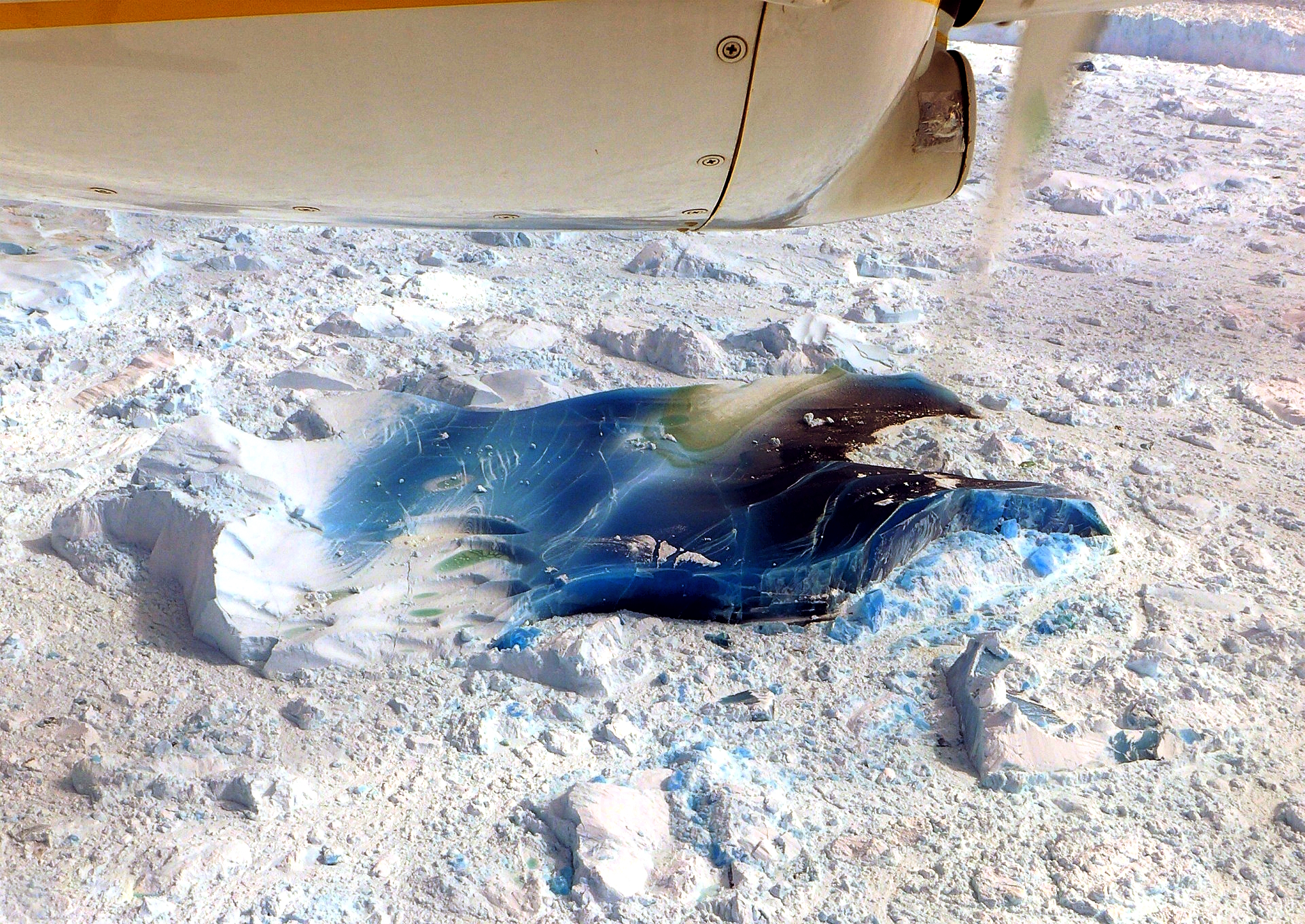
Een blauwe ijsberg die vastzit in het IJsfjord van Ilulissat.

Blauwe ijsbergen bestaan uit sterk samengeperst ijs waar geen luchtbellen meer in zitten. Deze ijsbergen ontstaan wanneer een deel van de gletsjer honderden jaren onder extra grote druk heeft gestaan waardoor het ijs nog meer samengeperst is. Wanneer de gletsjer de zee bereikt breken de wittere delen af.

## Afstanden over zee
Door wind en zeestromen leggen ijsbergen 20 tot maximaal 100 kilometer per dag af. Ten zuiden van Newfoundland (47° NB) komen de ijsbergen in het water van de warme Golfstroom met een temperatuur van 18 tot 20 graden Celsius. Daarna smelten ze over het algemeen binnen een week weg. Wanneer ze het langer vol houden drijven ze verder naar het zuiden. De grootste houden het in de Golfstroom nog een maand uit. In 1926 is er zelfs een ijsberg bij de Bermuda-eilanden (32° NB) gesignaleerd.

## Gevaren

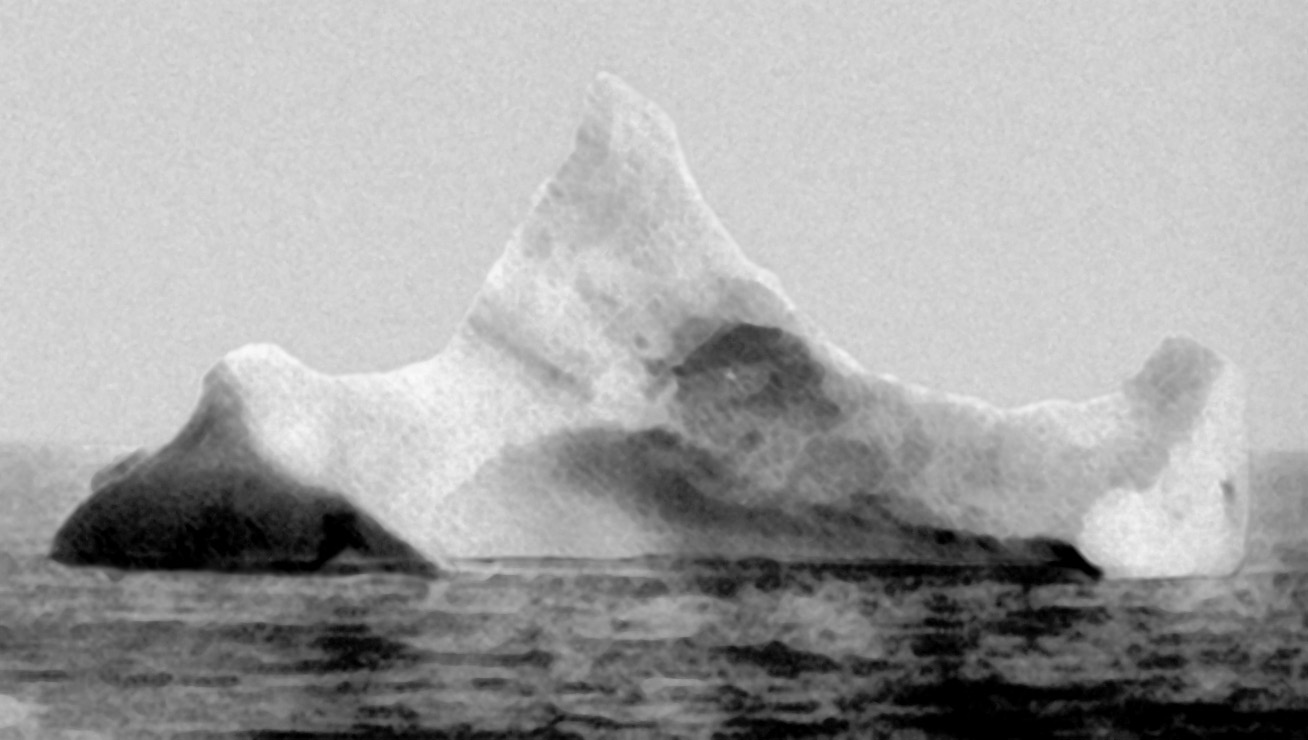
De ijsberg die mogelijk de Titanic tot zinken heeft gebracht

IJsbergvormen: 1. IJsschots of vlakke vorm; 2. Wig; 3. Koepel; 4. Droogdok; 5. Pinakel(s); 6. Blok.

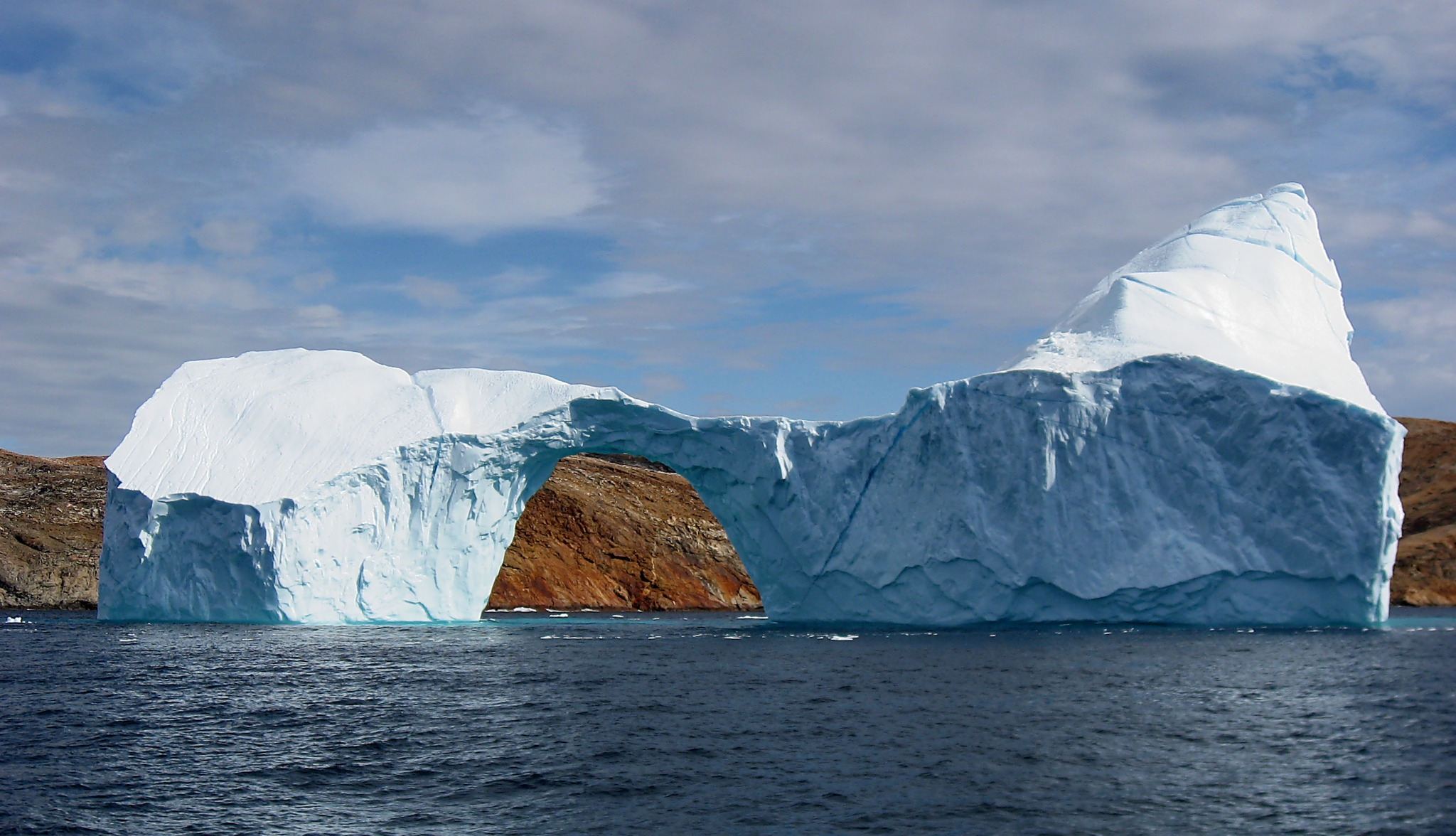
Droogdok met brug bij Groenland.

Op het noordelijk halfrond worden per jaar zo'n 12.000 ijsbergen gevormd, waarvan er 8000 ontstaan langs de Groenlandse westkust. Een kleine 400 ervan drijven met de koude Labradorstroom zuidwaarts tot bij Newfoundland. Daar vormen ze een gevaar voor de scheepvaart. Vooral de kleinere brokken waarin ijsbergen uiteenvallen zijn gevaarlijk, doordat ze voor de radar onzichtbaar zijn. De mist, die vaak in gebieden met smeltend ijs ontstaat, maakt het nog gevaarlijker. Anderzijds vormen de honderden ijsbergen voor de kust van Newfoundland ieder jaar van de lente tot vroege zomer een belangrijke toeristische trekpleister.
Doordat 80-90 % van de ijsmassa zich onder water bevindt, bestaat het gevaar dat men een vertekend beeld krijgt van de werkelijke omvang van de ijsberg, of wordt hij veel te laat opgemerkt. Als een schip tegen een ijsberg vaart kan dit tot een ramp leiden, zoals met de RMS Titanic op 14 april 1912. Daarom worden de bewegingen van ijsbergen door de International Ice Patrol gevolgd.

## Vormen
Er zijn – naast de vlakke ijsschotsen die hieronder specifiek worden beschreven – ruwweg zes vormen ijsbergen te herkennen:
1. IJsschots of vlakke vorm
2. Wig, aan de ene kant een steile wand en aan de andere een glooiende helling.
3. Koepel, ijsberg met een koepelvorm.
4. Droogdok, twee delen die alleen onder water aan elkaar verbonden zijn.
  - Brug, een variant van het droogdok, waarbij de twee delen zowel boven als onder water met elkaar verbonden zijn.
5. Pinakel, deze heeft één of meerdere uitsteeksels.
6. Blok, naar verhouding plat met een steile helling langs alle zijden.

## IJsschotsen

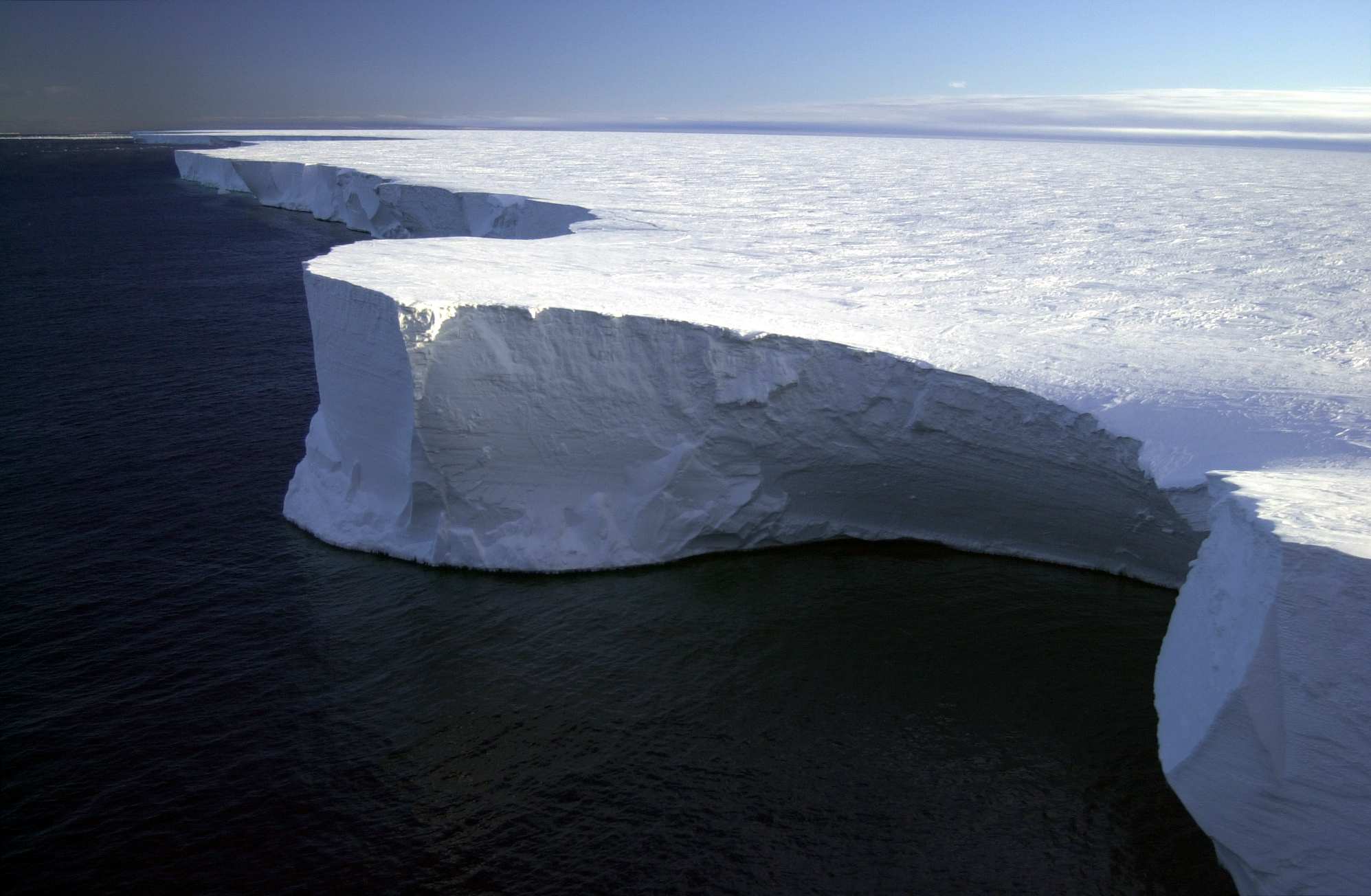
De B-15 ijsschots bij Antarctica

Een ijsschots is een apart soort ijsberg. Hij is plat en heeft steile hellingen langs de randen. IJsschotsen ontstaan doordat stukken van een ijsplateau (drijfijs) afbreken. Een ijsschots kan kilometers lang worden. De extreme varianten zijn vooral rond Antarctica te vinden. In tegenstelling tot het noordelijk halfrond zijn ijsbergen daar niet aan seizoenen gebonden en komen ze het hele jaar voor.